# Pseudognaptodon minimus
Pseudognaptodon minimus är en stekelart som beskrevs av Williams 2004. Pseudognaptodon minimus ingår i släktet Pseudognaptodon och familjen bracksteklar. Inga underarter finns listade i Catalogue of Life.